# Drapetes muscosus
Drapetes muscosus är en tibastväxtart som beskrevs av Joseph Banks och Jean-Baptiste de Lamarck. Drapetes muscosus ingår i släktet Drapetes och familjen tibastväxter. Inga underarter finns listade i Catalogue of Life.